# Банкор
Банкор (англ. bancor) — название валюты, предложенной известным английским экономистом Джоном Мейнардом Кейнсом в качестве международной расчётной единицы.
Введение банкора было частью плана Кейнса в отношении устройства международной валютной системы после Второй мировой войны. Курс банкора должен был определяться по отношению к золоту с возможностью изменения, а курсы всех валют выражались бы в банкорах. То есть, банкор можно было бы купить за золото по фиксированному курсу, но получить золото за банкоры не предполагалось. Наряду с введением банкора Кейнс предложил создать Международный расчётный союз (англ. International Clearing Union), через который должны были бы урегулироваться взаимные задолженности центральных банков. Эти предложения были сформулированы в докладе Кейнса на Бреттон-Вудской конференции. Таким образом, банкор призван был заменить национальные валюты в международных расчётах и превратиться в мировую резервную валюту. План Кейнса предусматривал создание автоматических кредитных линий для государств с дефицитом платёжного баланса. Однако эта система предполагала, что профицитные страны должны были предоставлять реальные товары за банкор с непонятным статусом. Это встревожило экспортно ориентированные страны, в том числе США, которые на тот момент являлись крупнейшими в этом плане. В результате идея с вводом банкора была исключена из итогового соглашения Бреттон-Вудской конференции.
Позже в 1959 году, Роберт Триффин предупреждал Конгресс, что сформировавшаяся на Бреттон-Вудской конференции система основанная на долларе США, имеет существенный изъян, который получил название Парадокс Триффина. А реализация банкора, по мнению Триффина, позволила бы избежать этой ситуации. Однако Раймонд Микселл в своих мемуарах 1994 года указывал, что банкор вряд ли бы изменил ситуацию, поскольку также, как и доллар тех лет, курс банкора предполагалось жестко привязать к золоту.